# Château de Mutigney
Le château de Mutigney est une ancienne demeure seigneuriale, construite au XVe siècle à Mutigney, dans l'actuel département français du Jura.

## Description générale

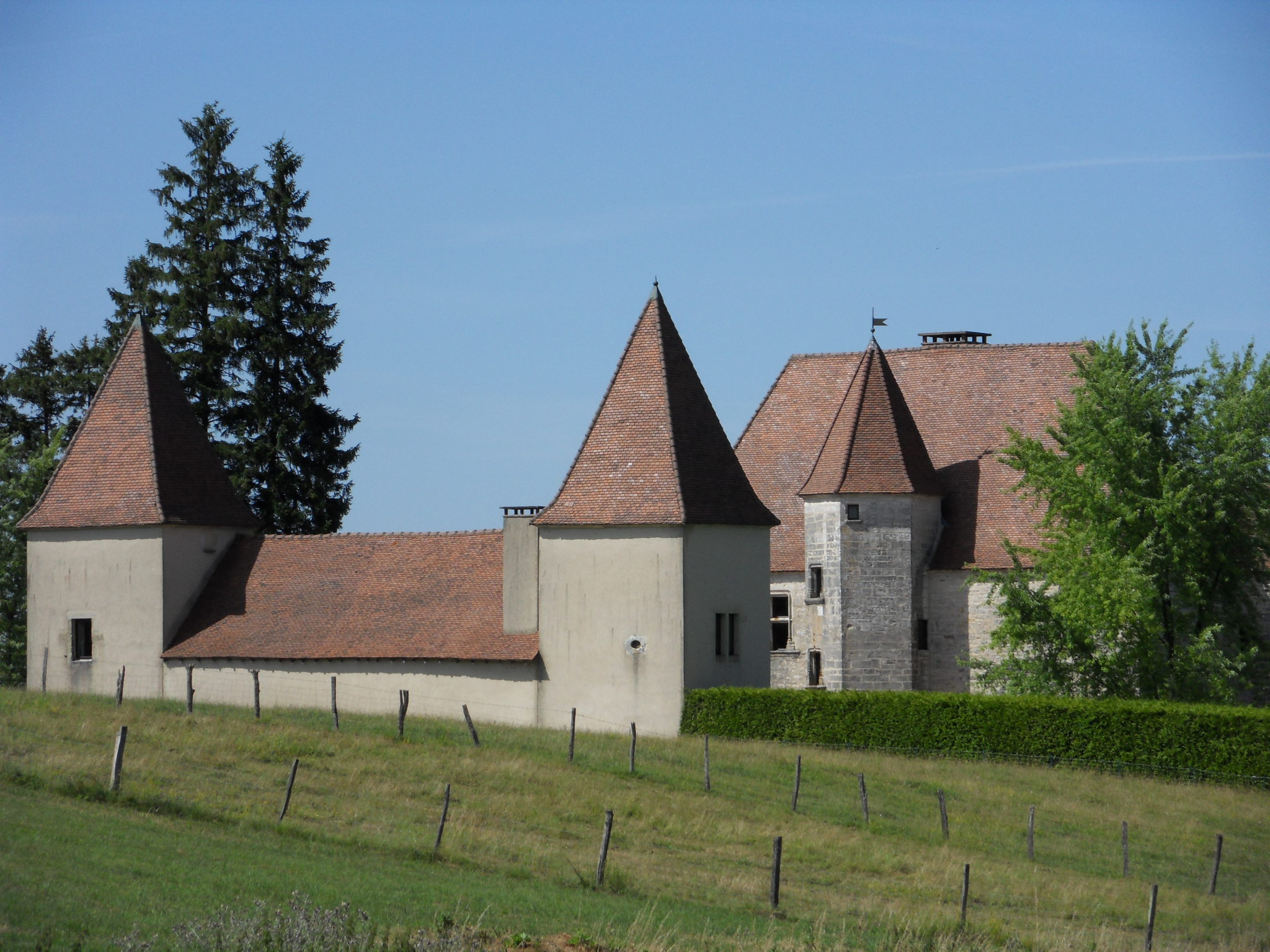
Vue arrière du château

Le château se situe sur une terrasse dominant la plaine de l'Ognon. 
Il comporte, au nord, un corps principal, flanqué de deux tours rondes, et garni de six cheminées, et sur le mur sud, une tour octogonale, ceinturant l'escalier desservant les étages. Faisant face à ce premier corps, au sud, un second, flanqué de deux tours carrées, délimitant ainsi une cour intérieure.
Les bâtiments qui fermaient la cour sur les deux autres faces, très dégradés, ont été éliminés lors d'une récente restauration.

Le site était défendu par un mur d'enceinte, et le côté nord était protégé par les marais.
Le château (façades, toitures et les cinq cheminées) fait l'objet d'une inscription au titre des Monuments historiques depuis le 22 juillet 1971.

## Propriétaires
- Famille Vaudrey, sires de Mutigney, du milieu du XVe siècle au milieu du XVIe siècle[3];
- Familles Le Moyne et Mayrot (par alliance), du milieu du XVIe siècle au milieu du XVIIIe siècle : Etienne, premier seigneur de la famille est un parlementaire dolois;
- Famille d'Agay, du milieu du XVIIIe siècle à la Révolution : François Marie Bruno d'Agay fait ériger Mutigney en comté en 1766;
- Famille Guillaumeau, marquis de Saint-Souplet, du début du XIXe siècle au début du XXe siècle[4];
- Famille Boîteux, du début du XXe siècle à nos jours[5]..

### Liens
- Ressource relative à l'architecture :   - Mérimée